# منطقه حفاظت‌شده کوه خامین
منطقه حفاظت شده کوه خامی، با مساحت ۲۵٬۶۷۱ هکتار در ۳۰ کیلومتری در شمال شرق دوگنبدان مرکز شهرستان گچساران در استان کهگیلویه و بویراحمد واقع شده‌است. این منطقه کوهستانی در سال ۱۳۷۸ با هدف حمایت از جمعیت جانوری: پلنگ، بز و پازن، قوچ و میش و کبک دری، و در سال ۱۳۸۰ به عنوان منطقه حفاظت شده مورد حفاظت قرار گرفت. دارای اب و هوای نیمه مرطوب معتدل است.
این منطقه که در جنگل‌های زاگرس قرار دارد از پوشش گیاهی خوبی بر خوردار است که شامل: بلوط، بنه، انجیر وحشی، گون و زالزالک است. دیگر گونه‌های جانوری و حیات وحش این منطقه شامل: خوک وحشی، سمور، جغد، گرگ، خرگوش، شاهین، خرس قهوه‌ای، گراز، سنجاب ایرانی است.